# Arsenal FC in het seizoen 2020/21
Dit artikel beschrijft de prestaties van de Engelse voetbalclub Arsenal FC in het seizoen 2020–2021.

## Resultaten
Een overzicht van de competities waaraan Arsenal dit seizoen deelneemt.
| Premier League | FA Cup       | League Cup  | Community Shield | Europa League |
| -------------- | ------------ | ----------- | ---------------- | ------------- |
|                |              |             |                  |               |
| 8e plaats      | Vierde ronde | Kwartfinale | Winnaar          | Halve finale  |

## Selectie
| Nr            | Naam                      | Nationaliteit | Geboortedatum | Sinds | Vorige club              |
| ------------- | ------------------------- | ------------- | ------------- | ----- | ------------------------ |
| Keepers       |                           |               |               |       |                          |
| 1             | Bernd Leno                | Duitsland     | 04-03-1992    | 2018  | Bayer Leverkusen         |
| 13            | Rúnar Alex Rúnarsson      | IJsland       | 18-02-1995    | 2020  | Dijon FCO                |
| 33            | Mathew Ryan               | Australië     | 08-04-1992    | 2021  | Brighton & Hove Albion   |
| Verdedigers   |                           |               |               |       |                          |
| 2             | Héctor Bellerín           | Spanje        | 19-03-1995    | 2011  | Eigen Jeugd              |
| 3             | Kieran Tierney            | Schotland     | 05-06-1997    | 2019  | Celtic FC                |
| 6             | Gabriel Magalhães         | Brazilië      | 19-12-1997    | 2020  | Lille OSC                |
| 16            | Rob Holding               | Engeland      | 12-09-1995    | 2016  | Bolton Wanderers         |
| 17            | Cédric Soares             | Portugal      | 31-08-1991    | 2020  | Southampton FC           |
| 21            | Calum Chambers            | Engeland      | 20-01-1995    | 2014  | Southampton FC           |
| 22            | Pablo Marí                | Spanje        | 31-08-1993    | 2020  | CR Flamengo              |
| 23            | David Luiz                | Brazilië      | 22-04-1987    | 2019  | Chelsea FC               |
| Middenvelders |                           |               |               |       |                          |
| 7             | Bukayo Saka               | Engeland      | 05-09-2001    | 2008  | Eigen Jeugd              |
| 8             | Dani Ceballos             | Spanje        | 07-08-1996    | 2019  | Real Madrid              |
| 11            | Martin Ødegaard           | Noorwegen     | 17-10-1998    | 2021  | Real Madrid              |
| 18            | Thomas Partey             | Ghana         | 13-06-1993    | 2020  | Atlético Madrid          |
| 25            | Mohamed Elneny            | Egypte        | 11-07-1992    | 2016  | FC Basel                 |
| 32            | Emile Smith Rowe          | Engeland      | 28-07-2000    | 2010  | Eigen Jeugd              |
| 34            | Granit Xhaka              | Zwitserland   | 27-09-1992    | 2016  | Borussia Mönchengladbach |
| Aanvallers    |                           |               |               |       |                          |
| 9             | Alexandre Lacazette       | Frankrijk     | 28-05-1991    | 2017  | Olympique Lyon           |
| 12            | Willian                   | Brazilië      | 09-08-1988    | 2020  | Chelsea FC               |
| 14            | Pierre-Emerick Aubameyang | Gabon         | 18-06-1989    | 2018  | Borussia Dortmund        |
| 19            | Nicolas Pépé              | Ivoorkust     | 29-05-1995    | 2019  | Lille OSC                |
| 24            | Reiss Nelson              | Engeland      | 10-12-1999    | 2007  | Eigen Jeugd              |
| 30            | Eddie Nketiah             | Engeland      | 30-05-1999    | 2015  | Eigen Jeugd              |
| 35            | Gabriel Martinelli        | Brazilië      | 18-06-2001    | 2019  | Ituano FC                |

- = Aanvoerder

| Functie         | Naam               | Nationaliteit |
| --------------- | ------------------ | ------------- |
| Coach           | Mikel Arteta       | Spanje        |
| Assistent-coach | Steve Round        | Engeland      |
| Assistent-coach | Albert Stuivenberg | Nederland     |
| Keeperstrainer  | Iñaki Caña         | Spanje        |

## Transfers

### Zomer

#### Transfers
| Naam                 | Nationaliteit    | Van/naar         | Prijs        |
| -------------------- | ---------------- | ---------------- | ------------ |
| Inkomend             |                  |                  |              |
| Pablo Marí           | Spanje           | CR Flamengo      | € 8.000.000  |
| Cédric Soares        | Portugal         | Southampton FC   | transfervrij |
| Willian              | Brazilië         | Chelsea FC       | transfervrij |
| Gabriel Magalhães    | Brazilië         | Lille OSC        | € 26.000.000 |
| Rúnar Alex Rúnarsson | IJsland          | Dijon FCO        | € 2.000.000  |
| Thomas Partey        | Ghana            | Atlético Madrid  | € 50.000.000 |
| TOTAAL UITGAVEN:     | TOTAAL UITGAVEN: | TOTAAL UITGAVEN: | € 86.000.000 |
| Uitgaand             |                  |                  |              |
| Henrich Mchitarjan   | Armenië          | AS Roma          | transfervrij |
| Emiliano Martínez    | Argentinië       | Aston Villa      | € 17.400.000 |
| TOTAAL INKOMEN:      | TOTAAL INKOMEN:  | TOTAAL INKOMEN:  | € 17.400.000 |

#### Gehuurde spelers
| Naam          | Nationaliteit | Club        | Begin huur | Einde huur |
| ------------- | ------------- | ----------- | ---------- | ---------- |
| Dani Ceballos | Spanje        | Real Madrid | zomer 2020 | zomer 2021 |

#### Verhuurde spelers
| Naam                    | Nationaliteit | Club          | Begin huur | Einde huur |
| ----------------------- | ------------- | ------------- | ---------- | ---------- |
| Konstantinos Mavropanos | Griekenland   | VfB Stuttgart | zomer 2020 | zomer 2021 |
| Mattéo Guendouzi        | Frankrijk     | Hertha BSC    | zomer 2020 | zomer 2021 |

### Winter

#### Transfers
| Naam                      | Nationaliteit    | Van/naar           | Prijs        |
| ------------------------- | ---------------- | ------------------ | ------------ |
| Inkomend                  |                  |                    |              |
| TOTAAL UITGAVEN:          | TOTAAL UITGAVEN: | TOTAAL UITGAVEN:   | € 0.000.000  |
| Uitgaand                  |                  |                    |              |
| Matt Macey                | Engeland         | Hibernian FC       | transfervrij |
| Sokratis Papastathopoulos | Griekenland      | Olympiakos Piraeus | transfervrij |
| Mesut Özil                | Duitsland        | Fenerbahçe SK      | transfervrij |
| Shkodran Mustafi          | Duitsland        | FC Schalke 04      | transfervrij |
| TOTAAL INKOMEN:           | TOTAAL INKOMEN:  | TOTAAL INKOMEN:    | € 0.000.000  |

#### Gehuurde spelers
| Naam            | Nationaliteit | Club                   | Begin huur  | Einde huur |
| --------------- | ------------- | ---------------------- | ----------- | ---------- |
| Mathew Ryan     | Australië     | Brighton & Hove Albion | winter 2021 | zomer 2021 |
| Martin Ødegaard | Noorwegen     | Real Madrid            | winter 2021 | zomer 2021 |

#### Verhuurde spelers
| Naam                   | Nationaliteit         | Club                 | Begin huur  | Einde huur |
| ---------------------- | --------------------- | -------------------- | ----------- | ---------- |
| Sead Kolasinac         | Bosnië en Herzegovina | FC Schalke 04        | winter 2021 | zomer 2021 |
| William Saliba         | Frankrijk             | OGC Nice             | winter 2021 | zomer 2021 |
| Ainsley Maitland-Niles | Engeland              | West Bromwich Albion | winter 2021 | zomer 2021 |
| Joe Willock            | Engeland              | Newcastle United     | winter 2021 | zomer 2021 |

## Uitrustingen
Shirtsponsor(s): Emirates Fly Better

Sportmerk: adidas
| Thuis | Uit | Alternatief |

## Wedstrijden

### Community Shield
| Datum      | Thuis/Uit | Tegenstander | Score     | Doelpuntenmaker(s) Arsenal |
| ---------- | --------- | ------------ | --------- | -------------------------- |
| 29-08-2020 | Wembley   | Liverpool    | 1-1 (5-4) | Aubameyang                 |

### Premier League
| #  | Datum      | Thuis/Uit | Tegenstander            | Score | Doelpuntenmaker(s) Arsenal            |
| -- | ---------- | --------- | ----------------------- | ----- | ------------------------------------- |
| 1  | 12-09-2020 | Uit       | Fulham                  | 0-3   | Lacazette, Gabriel, Aubameyang        |
| 2  | 19-09-2020 | Thuis     | West Ham United         | 2-1   | Lacazette, Nketiah                    |
| 3  | 28-09-2020 | Uit       | Liverpool               | 3-1   | Lacazette                             |
| 4  | 04-10-2020 | Thuis     | Sheffield United        | 2-1   | Saka, Pépé                            |
| 5  | 17-10-2020 | Uit       | Manchester City         | 1-0   |                                       |
| 6  | 25-10-2020 | Thuis     | Leicester City          | 0-1   |                                       |
| 7  | 01-11-2020 | Uit       | Manchester United       | 0-1   | Aubameyang                            |
| 8  | 08-11-2020 | Thuis     | Aston Villa             | 0-3   |                                       |
| 9  | 22-11-2020 | Uit       | Leeds United            | 0-0   |                                       |
| 10 | 29-11-2020 | Thuis     | Wolverhampton Wanderers | 1-2   | Gabriel                               |
| 11 | 06-12-2020 | Uit       | Tottenham Hotspur       | 2-0   |                                       |
| 12 | 13-12-2020 | Thuis     | Burnley                 | 0-1   |                                       |
| 13 | 16-12-2020 | Thuis     | Southampton             | 1-1   | Aubameyang                            |
| 14 | 19-12-2020 | Uit       | Everton                 | 2-1   | Pépé                                  |
| 15 | 26-12-2020 | Thuis     | Chelsea                 | 3-1   | Lacazette, Xhaka, Saka                |
| 16 | 29-12-2020 | Uit       | Brighton & Hove Albion  | 0-1   | Lacazette                             |
| 17 | 02-01-2021 | Uit       | West Bromwich Albion    | 0-4   | Tierney, Saka, Lacazette (2x)         |
| 18 | 14-01-2021 | Thuis     | Crystal Palace          | 0-0   |                                       |
| 19 | 18-01-2021 | Thuis     | Newcastle United        | 3-0   | Aubameyang (2x), Saka                 |
| 20 | 26-01-2021 | Uit       | Southampton             | 1-3   | Pépé, Saka, Lacazette                 |
| 21 | 30-01-2021 | Thuis     | Manchester United       | 0-0   |                                       |
| 22 | 02-02-2021 | Uit       | Wolverhampton Wanderers | 2-1   | Pépé                                  |
| 23 | 06-02-2021 | Uit       | Aston Villa             | 1-0   | Pépé                                  |
| 24 | 14-02-2021 | Thuis     | Leeds United            | 4-2   | Aubameyang (3x), Bellerin             |
| 25 | 21-02-2021 | Thuis     | Manchester City         | 0-1   |                                       |
| 26 | 28-02-2021 | Uit       | Leicester City          | 1-3   | Luiz, Lacazette, Pépé                 |
| 27 | 06-03-2021 | Uit       | Burnley                 | 1-1   | Aubameyang                            |
| 28 | 14-03-2021 | Thuis     | Tottenham Hotspur       | 2-1   | Ødegaard, Lacazette                   |
| 29 | 21-03-2021 | Uit       | West Ham United         | 3-3   | Soucek (ed.), Dawson (ed.), Lacazette |
| 30 | 03-04-2021 | Thuis     | Liverpool               | 0-3   |                                       |
| 31 | 11-04-2021 | Uit       | Sheffield United        | 0-3   | Lacazette (2x), Martinelli            |
| 32 | 18-04-2021 | Thuis     | Fulham                  | 1-1   | Nketiah                               |
| 33 | 23-04-2021 | Thuis     | Everton                 | 0-1   |                                       |
| 34 | 02-05-2021 | Uit       | Newcastle United        | 0-2   | Elneny, Aubameyang                    |
| 35 | 09-05-2021 | Thuis     | West Bromwich Albion    | 3-1   | Smith Rowe, Pépé, Willian             |
| 36 | 12-05-2021 | Uit       | Chelsea                 | 0-1   | Smith Rowe                            |
| 37 | 15-05-2021 | Uit       | Crystal Palace          | 1-3   | Pépé (2x), Martinelli                 |
| 38 | 23-05-2021 | Thuis     | Brighton & Hove Albion  | 2-0   | Pépé (2x)                             |

### FA Cup
| Ronde        | Datum      | Thuis/Uit | Tegenstander     | Score | Doelpuntenmaker(s) Arsenal |
| ------------ | ---------- | --------- | ---------------- | ----- | -------------------------- |
| Derde ronde  | 09-01-2021 | Thuis     | Newcastle United | 2-0   | Smith Rowe, Aubameyang     |
| Vierde ronde | 23-01-2021 | Uit       | Southampton      | 1-0   |                            |

### League Cup
| Ronde        | Datum      | Thuis/Uit | Tegenstander    | Score     | Doelpuntenmaker(s) Arsenal |
| ------------ | ---------- | --------- | --------------- | --------- | -------------------------- |
| Derde ronde  | 23-09-2020 | Uit       | Leicester City  | 0-2       | Fuchs (ed.), Nketiah       |
| Vierde ronde | 01-10-2020 | Uit       | Liverpool       | 0-0 (4-5) |                            |
| Kwartfinale  | 22-12-2020 | Thuis     | Manchester City | 1-4       | Lacazette                  |

### Europa League

#### Groepsfase
| # | Datum      | Thuis/Uit | Tegenstander | Score | Doelpuntenmaker(s) Arsenal                |
| - | ---------- | --------- | ------------ | ----- | ----------------------------------------- |
| 1 | 22-10-2020 | Uit       | Rapid Wien   | 1-2   | Luiz, Aubameyang                          |
| 2 | 29-10-2020 | Thuis     | Dundalk      | 3-0   | Nketiah, Willock, Pépé                    |
| 3 | 05-11-2020 | Thuis     | Molde        | 4-1   | Haugen (ed.), Sinyan (ed.), Pépé, Willock |
| 4 | 26-11-2020 | Uit       | Molde        | 0-3   | Pépé, Nelson, Balogun                     |
| 5 | 03-12-2020 | Thuis     | Rapid Wien   | 4-1   | Lacazette, Mari, Nketiah, Smith Rowe      |
| 6 | 10-12-2020 | Uit       | Dundalk      | 2-4   | Nketiah, Elneny, Willock, Balogun         |

#### Knock-outfase
| Ronde                | Datum      | Thuis/Uit | Tegenstander       | Score | Doelpuntenmaker(s) Arsenal |
| -------------------- | ---------- | --------- | ------------------ | ----- | -------------------------- |
| 1/16e finale (heen)  | 18-02-2021 | Uit1      | Benfica            | 1-1   | Saka                       |
| 1/16e finale (terug) | 25-02-2021 | Thuis1    | Benfica            | 3-2   | Aubameyang (2x), Tierney   |
| 1/8e finale (heen)   | 11-03-2021 | Uit       | Olympiakos Piraeus | 1-3   | Ødegaard, Gabriel, Elneny  |
| 1/8e finale (terug)  | 18-03-2021 | Thuis     | Olympiakos Piraeus | 0-1   |                            |
| Kwartfinale (heen)   | 08-04-2021 | Thuis     | Slavia Praag       | 1-1   | Pépé                       |
| Kwartfinale (terug)  | 15-04-2021 | Uit       | Slavia Praag       | 0-4   | Pépé, Lacazette (2x), Saka |
| Halve finale (heen)  | 29-04-2021 | Uit       | Villarreal         | 2-1   | Pépé                       |
| Halve finale (terug) | 06-05-2021 | Thuis     | Villarreal         | 0-0   |                            |

1 Ten gevolge van het reisverbod vanuit het Verenigd Koninkrijk naar Portugal werd de uitwedstrijd in het Stadio Olimpico in Rome afgewerkt en de thuiswedstrijd in het Georgios Karaiskákisstadion in Piraeus.
1992/93 · 1993/94 · 1994/95 · 1995/96 · 1996/97 · 1997/98 · 1998/99 · 1999/2000 · 2000/01 · 2001/02 · 2002/03 · 2003/04 · 2004/05 · 2005/06 · 2006/07 · 2007/08 · 2008/09 · 2009/10 · 2010/11 · 2011/12 · 2012/13 · 2013/14 · 2014/15 · 2015/16 · 2016/17 · 2017/18 · 2018/19 · 2019/20 · 2020/21 · 2021/22 · 2022/23 · 2023/24 · 2024/25